# Sfârșitul copilăriei (miniserial)
Sfârșitul copilăriei (titlu original Childhood's End) este un miniserial TV american bazat pe romanul omonim scris de Arthur C. Clarke. Serialul este creat de Matthew Graham. A avut premiera pe Syfy la 14 decembrie 2015.

## Distribuție

### Roluri principale
- Mike Vogel ca Ricky Stormgren[2]
- Osy Ikhile ca Milo Rodericks[2]
- Daisy Betts ca Ellie Stormgren[2]
- Yael Stone ca Peretta Jones[2]
- Georgina Haig ca Annabelle Stormgren
- Charles Dance ca Karellen[2]

### Roluri secundare
- Colm Meaney ca Hugo Wainwright[3] (menționat ca guest star în episodul "The Overlords")
- Don Hany ca Paul Danlow
- Darius Amarfio Jefferson ca tânărul Milo Rodericks
- Ashley Zukerman ca Jake Greggson[2]
- Hayley Magnus ca Amy Morrel[2]
- Julian McMahon ca Dr. Rupert Boyce[2] (menționat ca guest star în episodul "The Deceivers")
- Charlotte Nicdao ca Rachel Osaka[2]
- Tanc Sade ca Jerry Hallcross

## Prezentare
Acțiunea mini-serialului TV începe în 2016. Peste cea mai mare parte a metropolelor Pământului apar uriașe nave extraterestre. Extratereștrii sunt numiți Overlorzi (Suzerani) și superioritatea covârșitoare a tehnologiei lor duce la încetarea imediată a tuturor conflictelor militare majore.
Ca purtător de cuvânt este ales nu unul dintre liderii politici ci un muritor obișnuit, un fermier american Ricky Stormgren. Karellen, supraveghetorul Pământului nu se arată imediat oamenilor (acesta având o înfățișare asociată cu demonii) ci își explică intențiile prin Ricky: oamenii vor trece printr-un proces treptat de transformare și instruire, începând astfel Epoca de Aur a omului. Sunt vindecate multe boli incurabile, dar moartea încă lovește omul deși mult mai târziu. Cu toate acestea, nu toată lumea este mulțumită de noua ordine mondială  și este creată o rezistență împotriva extratereștrilor.

## Episoade
| Nr. | Titlu                         | Regia       | Scenariu       | Premiera          | Spectatori SUA (milioane) |
| --- | ----------------------------- | ----------- | -------------- | ----------------- | ------------------------- |
| 1   | „The Overlords (Stăpânii)”    | Nick Hurran | Matthew Graham | 14 decembrie 2015 | 1.45                      |
| 2   | „The Deceivers (Înșelătorii)” | Nick Hurran | Matthew Graham | 15 decembrie 2015 | 1.24                      |
| 3   | „The Children (Copiii)”       | Nick Hurran | Matthew Graham | 16 decembrie 2015 | 1.28                      |

## Dezvoltare
Încă din anii 1960 au fost mai multe încercări de a realiza un film pe baza romanului Sfârșitul copilăriei dar niciun proces n-a depășit faza dezvoltării inițiale.  
La 10 aprilie 2013, canalul Syfy și-a dezvăluit intenția de a realiza un miniserial TV bazat pe Sfârșitul copilăriei.
La 3 septembrie  2014, Syfy a anunțat că Childhood's End va avei trei episoade a câte 90 de minute și că va avea premiera în 2015. Scenariul va fi scris de Matthew Graham, serialul va fi regizat de Nick Hurran și va fi produs de  Akiva Goldsman și Mike DeLuca.
La 24 octombrie 2014 a fost dezvăluit că  Charles Dance interpretează rolul Overlordului Karellen.
La 21 noiembrie 2014 s-a anunțat că Mike Vogel va interpreta rolul lui Ricky Stormgren. La 12 ianuarie 2015, a fost dezvăluit că Colm Meaney va interpreta rolul lui Wainwright și că Charlotte Nicdao va interpreta rolul Rachelei Osaka. Un trailer promoțional al serialului a fost lansat în mai 2015 și serialul a fost programat pentru a avea premiera TV în decembrie 2015.

## Legături externe
- Site web oficial
- Sfârșitul copilăriei la Internet Movie Database